# منطقه اجتناب

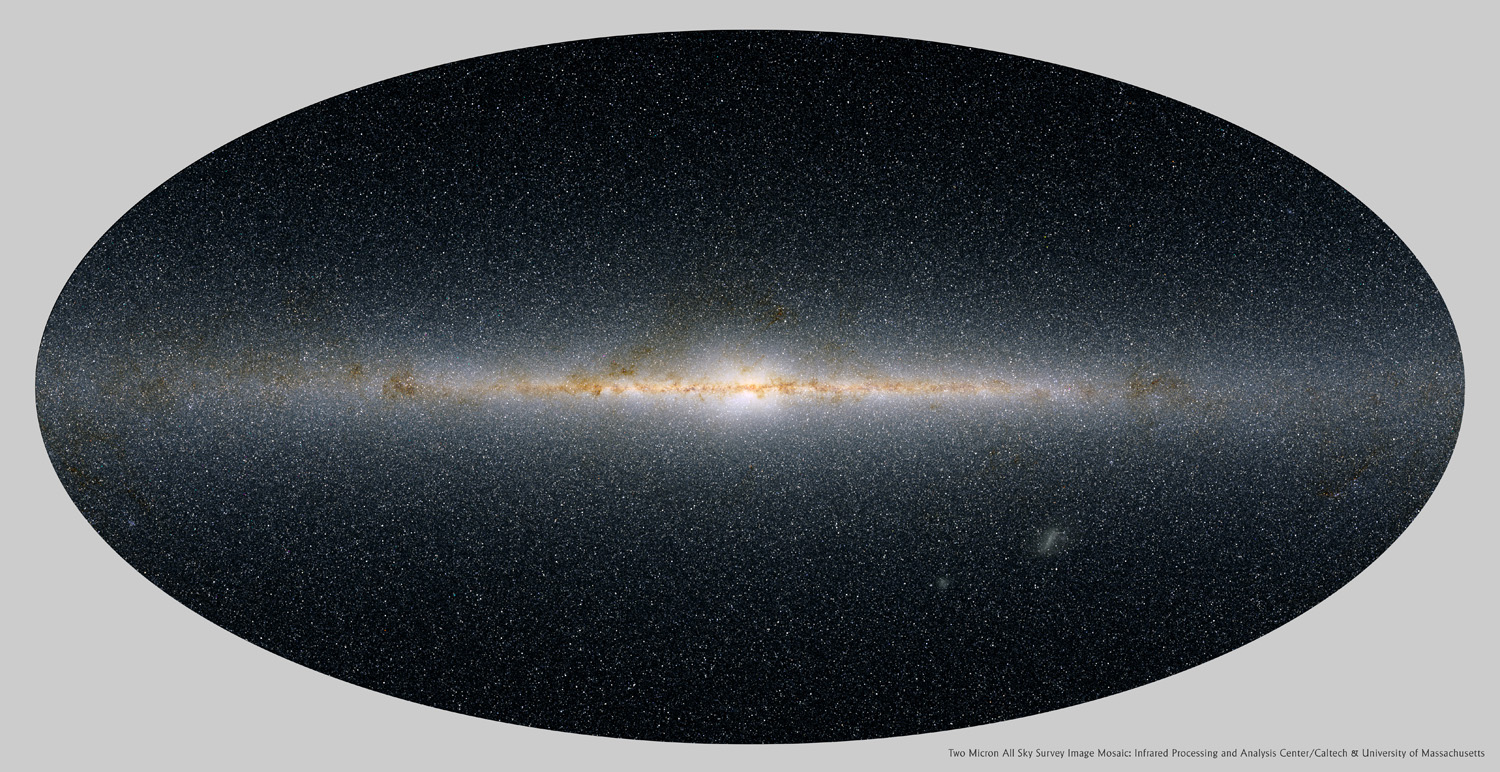
پیکر کهکشان راه شیری برای ناظران محلی درون خود یک منطقه اجتناب ایجاد می‌کند.

منطقهٔ اجتناب (انگلیسی: Zone of Avoidance) یا (ZOA, ZoA)، که (Zone of Galactic Obscuration) (منطقه مبهم کهکشانی) با کوته‌نوشت (ZGO) هم خوانده شده، منطقه‌ای از آسمان است که توسط کهکشان راه شیری از دید ناظر درونی کهکشان پوشیده شده است.
منطقهٔ اجتناب در اصل در سال ۱۸۷۸ در مقاله‌ای توسط ستاره‌شناس انگلیسی ریچارد پراکتور که به توزیع «سحابی‌ها» در فهرست سحابی‌ها و خوشه‌های ستاره‌ای جان هرشل اشاره داشت، «منطقهٔ چند سحابی» نامیده شد.

## زمینه
هنگام مشاهدهٔ فضا از زمین، عامل تضعیف، غبار کیهانی و ستارگان در صفحهٔ راه شیری (صفحه کهکشانی) مانع از دیده شدن حدود ۲۰ درصد از آسمان بیرون از کهکشان در طول موج‌های مرئی می‌شود. در نتیجه، کاتالوگ کهکشان‌های نوری معمولاً نزدیک به صفحه کهکشانی ناقص هستند.